# Muscat
Muscat (ook Masqat, Mascate of Maskat) is de hoofdstad van Oman. In de stad, met de voorsteden Muttrah, Ruwi, Qurum en Seeb, leven ongeveer 540.000 mensen (2001). De stad ligt aan de oostkust van het land aan de Golf van Oman aan een baai.

## Geschiedenis

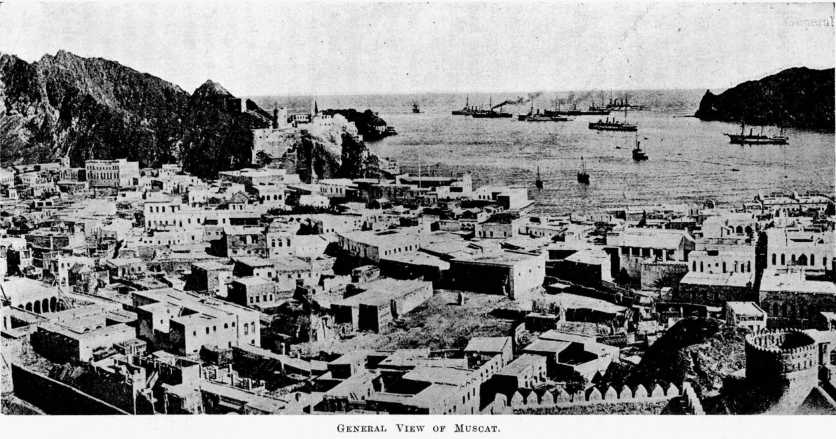
Muscat tijdens de Eerste Wereldoorlog

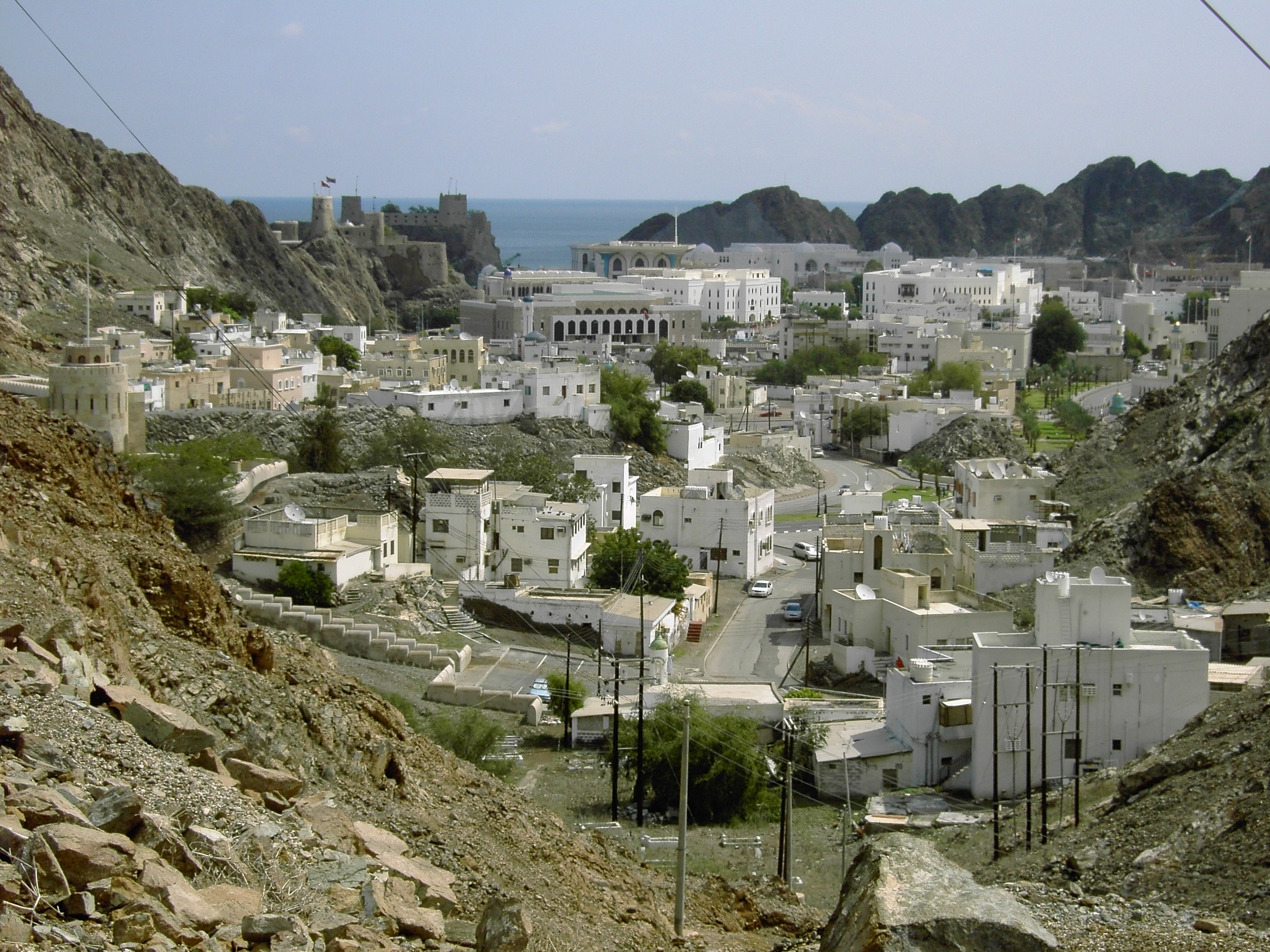
De oude stad van Muscat (2006)

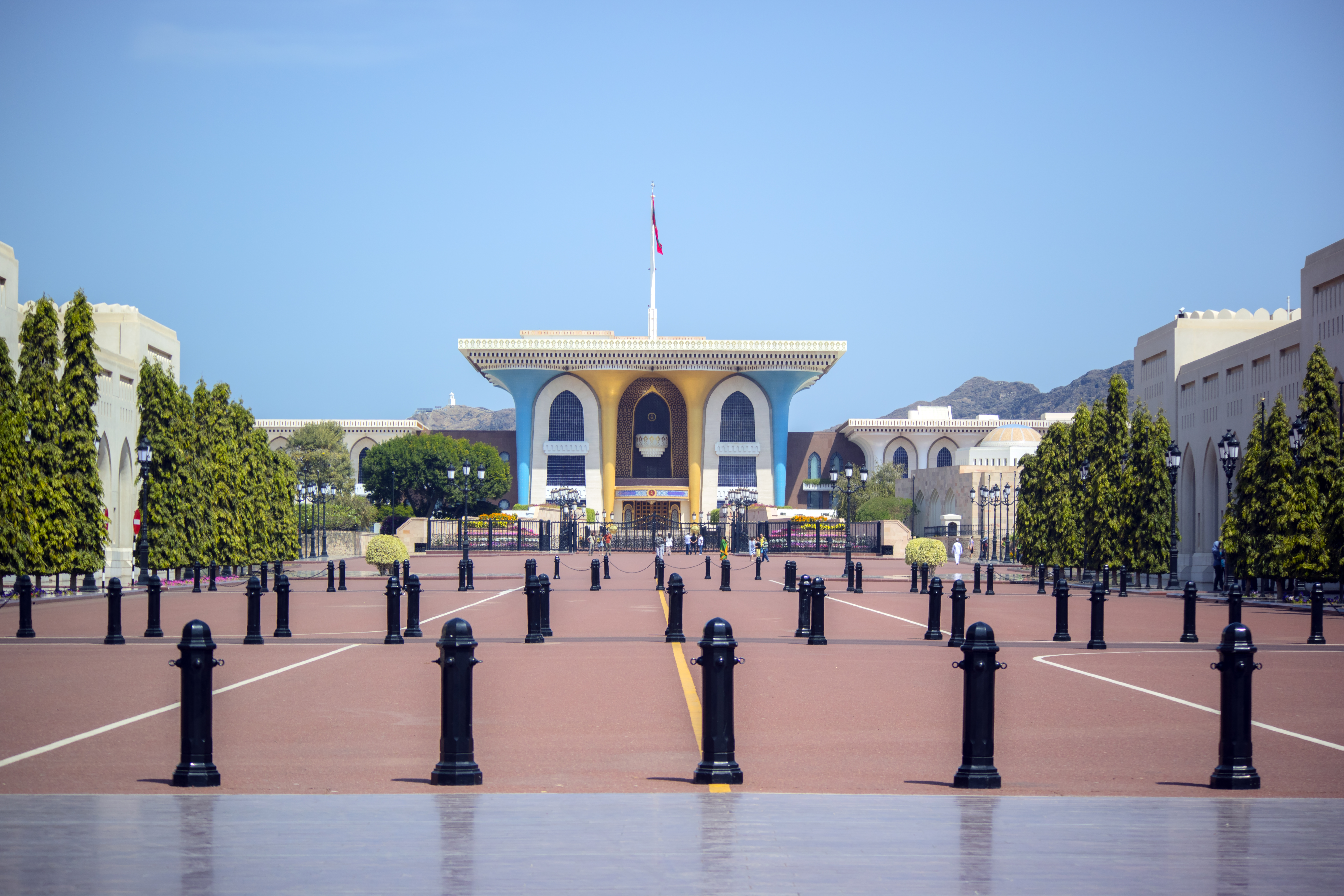
Het Al Alam-paleis van de sultan

De haven van Muscat was reeds in de 9e eeuw een belangrijke ankerplaats voor schepen onderweg naar India om drinkwater in te slaan. De haven ontwikkelde zich verder, maar bleef achter bij die van Sohar en van Hormuz in Iran.
In 1507 landden de Portugezen, onder leiding van Vasco da Gama op weg naar Indië, voor het eerst in Muscat. Ze bezetten de stad om zo de handel in de Perzische Golf te kunnen controleren. Tot ongeveer 1650 behielden de Portugezen deze handelspost in Oman. Ter verdediging van de natuurlijke haven, bouwden zij op het hoger gelegen deel van de stad de Al Mirani en Al Jalali forten. In 1650 werden ze door de Yaruba-dynastie onder Sultan ibn Saif I verdreven. Van 1650 tot 1808 was Muscat de zetel van de sultans van deze dynastie.
Tegen het einde van de 19e eeuw werd de stad ommuurd met een 4,5 meter hoge muur.
In 1970 werd de slavernij officieel afgeschaft en sindsdien wordt de stad gemoderniseerd. Met de exportopbrengst van olie werd de Haven Sultan Qaboes de belangrijkste handelshaven van het land.

## Bezienswaardigheden
- Sultan Qaboes-moskee
- Royal Opera House Muscat

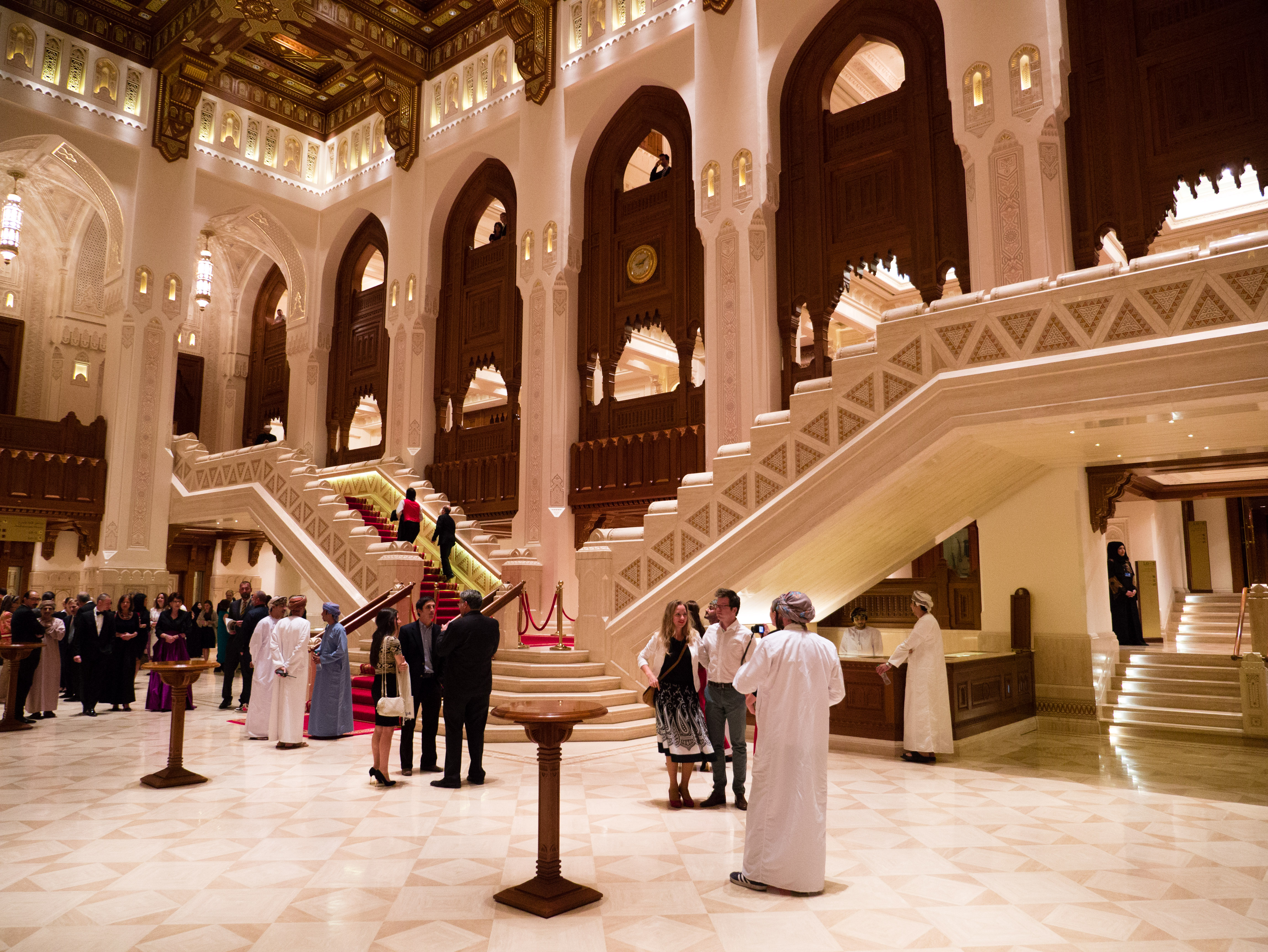
Royal Opera House

- Stadsmuur met de poorten al-Bab al-Kabir (Grote poort), Bab al-Matha'ib, al-Bab as-Saghir (Kleine poort) en Bab al-Waldschat.
- Soek van Muttrah
- Al Alam-paleis is het officiële paleis van de sultan. Het ligt aan de baai van Muscat en wordt voornamelijk gebruikt bij speciale aangelegenheden en staatsbezoeken.
- Fort Al Jalali en Fort Al Mirani liggen aan de baai van Muscat ter verdediging van de haven. Voor de komst van de Portugezen waren er al verdedigingstorens, maar deze werden belangrijk uitgebreid rond 1588. Begin 18e eeuw werden de forten nogmaals uitgebreid door Iman Achmed Ibn Said, de stichter van Al Busaidi, tot de huidige staat.[1] Het oostelijk deel van het Al Jalali fort was tot de 70'er jaren in gebruik als gevangenis. De forten zijn niet open voor het publiek.
- Muttrah Corniche, de boulevard langs zee en haven

## Musea
- Museum of Omani Heritage werd geopend in 1974 en heeft veel archeologische vondsten in de collectie[2]
- National Museum of Oman heeft in de collectie, onder andere, traditionele kledij, historische munten, oude manuscripten, meubels en scheepsmodellen[2]
- Oman Children's Museum is het kindermuseum van de hoofdstad. Kinderen kunnen hier wetenschappelijke experimenten doen.[2]
- Oman Natural History Museum
- Bait al Zubair geeft een kijk op het dagelijkse leven in Oman in de 20e eeuw. Het museum heeft etnische voorwerpen, traditionele kledij, juwelen, muziekinstrumenten en khanjars tentoongesteld.
- Oman Oil and Gas Exhibition Centre is een geschenk van Petroleum Development Oman, de nationale oliemaatschappij van het land. Het museum geeft een overzicht van het zoeken, winnen en toepassingen van aardolie en aardgas. Het werd in 1995 voor het publiek geopend.[2]
- Omani French Museum is gevestigd in de voormalige Franse ambassade en residentie van de Franse consul. Het gebouw werd gebouwd in 1896 en is ook bekend onder de naam Bait Faransa. Het was tot 1920 in gebruik als dienstwoning en in 1989 schonk sultan Qaboes bin Said Al Said het gebouw terug aan Frankrijk. Na een verbouwing van drie jaar werd het als museum heropend door de sultan en François Mitterrand. Het laat de relatie tussen beide landen zien aan de hand van meubels, foto's en historische documenten.[2]
- Sultan's Armed Forces Museum is gevestigd in een oud zomerverblijf van de sultan. Het werd in 1845 gebouwd en werd later vooral gebruikt als militair hoofdkwartier vanwege de strategische ligging. Het museum geeft een overzicht van de militaire geschiedenis van Oman, met wapens en andere militaire uitrusting in de collectie.[2]
- Omani Aquarium and Marine Science and Fisheries Centre

## Evenementen
- Muscat Festival[3]

## Economie

### Winkelen
Enkele winkelcentra zijn:
- Mucat City Center, Markaz Al Bahja, Jawharat A'Shati, Sabco Centre, Al Araimi, Al Harthy complex, Al Sarooj, Capital Commercial Centre en Zakher Shopping Mall

## Onderwijs
- Sultan Qaboes-universiteit[4]

## Sport
- Sultan Qaboos Sports Complex
- Masqat FC
- Muscat Golf Open

## Verkeer en vervoer
- De luchthaven is Muscat International Airport.
- Haven Sultan Qaboes is de belangrijkste haven van Oman

## Bekende inwoners van Muscat

### Geboren
- Said bin Taimur (1910-1972), 13e sultan van Oman en Muscat
- Isla Fisher (1976), Australisch actrice

### Overleden
- Avicii (1989-2018), Zweedse dj en muziekproducent
- Qaboes bin Said Al Said (1940-2020), sultan van Oman